# 左右盲
左右盲（日语： Sayuumou */?）是日本的日系搖滾樂團Yorushika的歌曲。最早於2022年7月25日由日本環球音樂發行公布於各大平台上。

## 概述
此作為Yorushika的第十個配信作品，並同時為繼又三郎、老人與海、向月吠叫和布萊梅，為以文學為母題所創作的歌曲。此曲取材自奧斯卡·王爾德的著作《快樂王子》，CD封面圖亦為加藤隆所做。此曲亦作為真人電影版《即使，這份戀情今晚就會從世界上消失》的主題曲使用。

## 收錄
| 音樂配信 | 音樂配信 | 音樂配信 | 音樂配信 |
| 曲序     | 曲目     | 词曲     | 时长     |
| -------- | -------- | -------- | -------- |
| 1.       | 左右盲   | n-buna   | 4:27     |
| 总时长： | 总时长： | 总时长： | 4:27     |